# Kyschtym-Unfall
Der Kyschtym-Unfall ereignete sich am 29. September 1957 in der Kerntechnischen Anlage Majak (russisch производственное объединение «Маяк»), einer Anlage zur industriellen Herstellung spaltbaren Materials in der Sowjetunion. Als einziger Atomunfall der Stufe 6 auf der Internationalen Bewertungsskala für nukleare Ereignisse (INES-6) gilt er als drittschwerster Unfall der Geschichte nach den Katastrophen von Tschernobyl (1986) und Fukushima (2011), die beide mit INES-7 kategorisiert sind. Bei dem Ereignis, das nach der nahegelegenen russischen Stadt Kyschtym benannt ist, wurden sehr große Mengen radioaktiver Substanzen freigesetzt.

## Unfallgeschehen
Für den Bau sowjetischer Atombomben wurde spaltbares 239Pu (Plutonium) aus der Aufbereitung abgebrannter Uranbrennstäbe gewonnen. Dabei fielen hochradioaktive, flüssige Rückstände an. Diese wurden in großen Tanks gelagert, welche auf Grund der Nachzerfallswärme, die durch den radioaktiven Zerfall der Stoffe entsteht, gekühlt werden müssen. Die zylindrischen Behälter aus Stahl mit einem Volumen von jeweils zirka 250 Kubikmetern lagerten unter der Erde in einer Fassung aus Stahlbeton und bedeckt von mehreren Tonnen schweren Deckeln. Darüber lag eine etwa eineinhalb Meter dicke Erdschicht. Die Behälter enthielten jeweils etwa 80 Tonnen hochradioaktiver Flüssigkeit in Form von Salzlösungen, vorwiegend Nitraten.
Als im Laufe des Jahres 1956 die Kühlleitungen eines dieser Tanks undicht geworden waren und die Kühlung ausgefallen war, begann der Inhalt des Tanks zu trocknen. Durch die Selbsterwärmung kam es am 29. September 1957 zu einer Explosion des ausgetrockneten Salzrestes. Dabei wurden große Mengen radioaktiver Stoffe freigesetzt. Darunter befanden sich vorwiegend langlebige Isotope wie z. B. 90Sr (Strontium) (Halbwertszeit 29 Jahre), 137Cs (Cäsium) (30 Jahre) und 239Pu (Plutonium) (24.110 Jahre). Es handelte sich um eine chemische Explosion der eingetrockneten Nitrate, da sie nicht durch eine nukleare Kettenreaktion ausgelöst wurde.

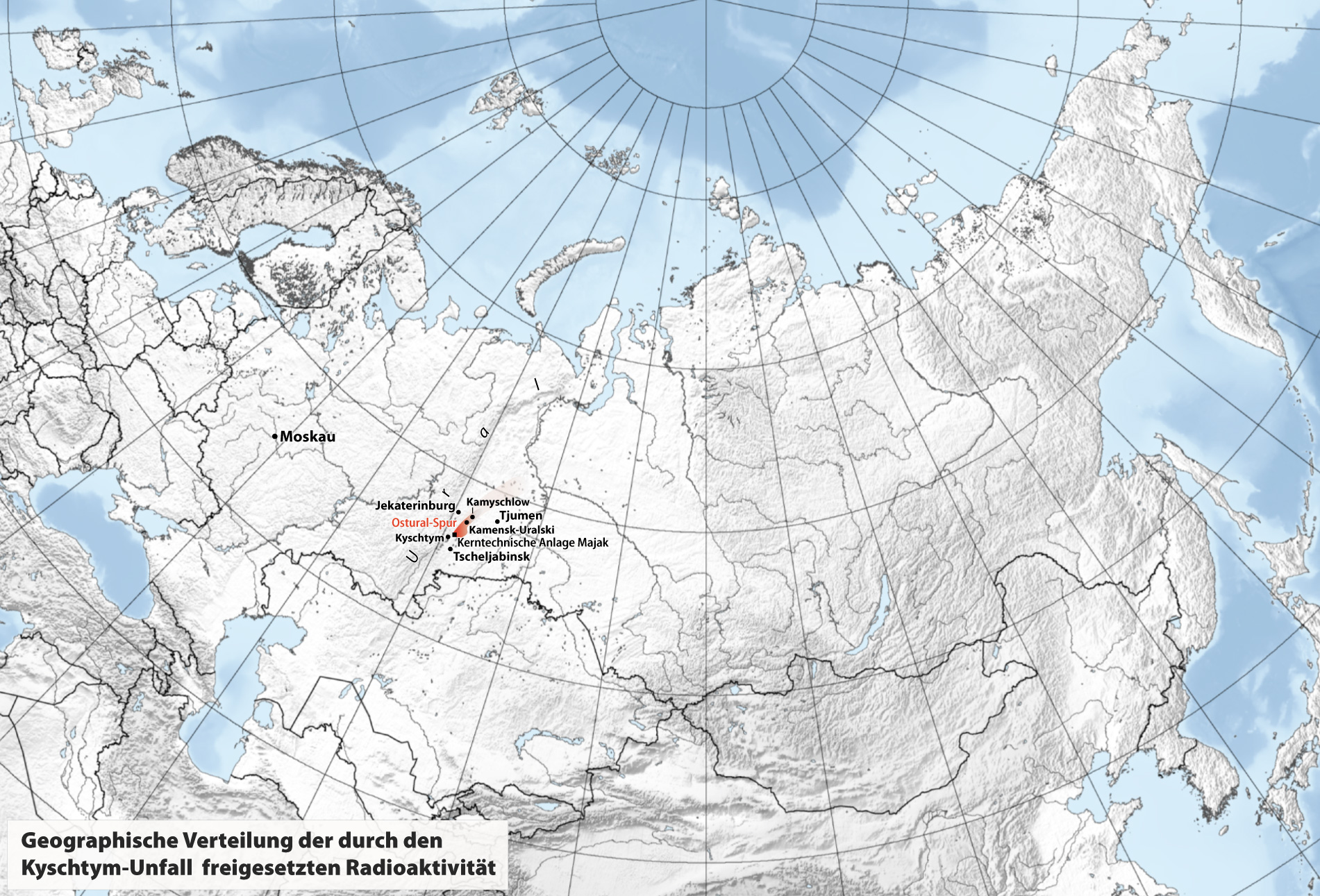
Ostural-Spur in Russland

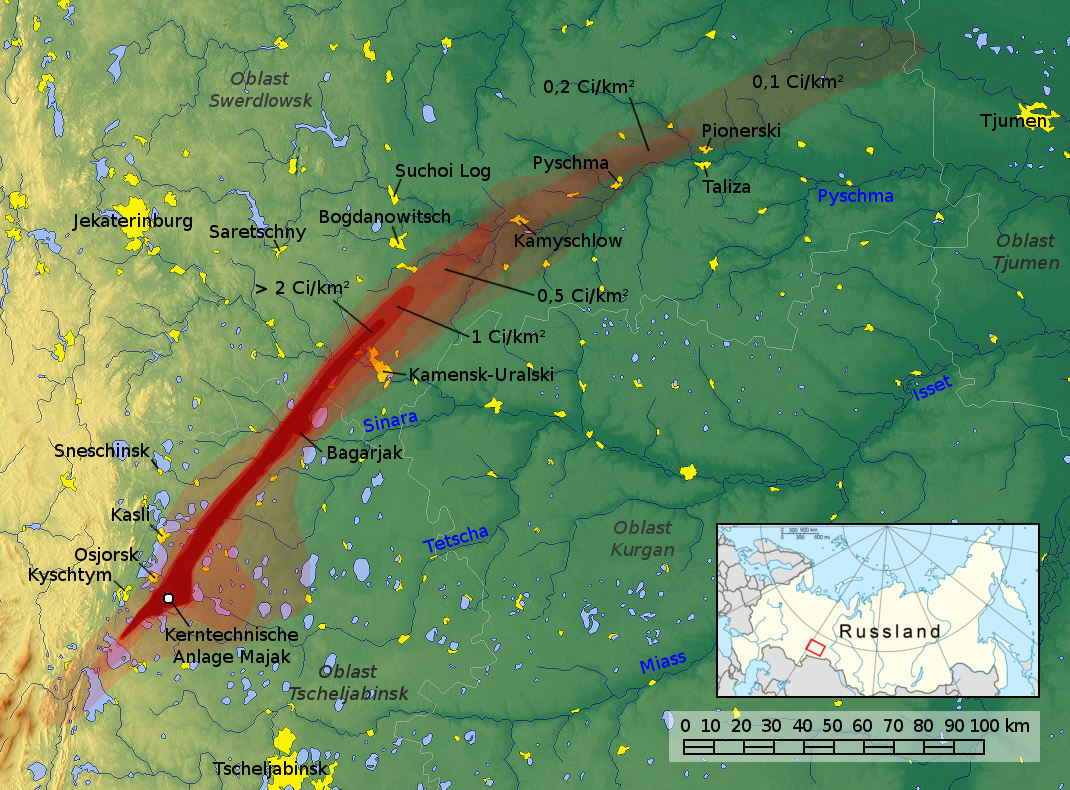
Durch den Kyschtym-Unfall kontaminiertes Gebiet (Ostural-Spur)

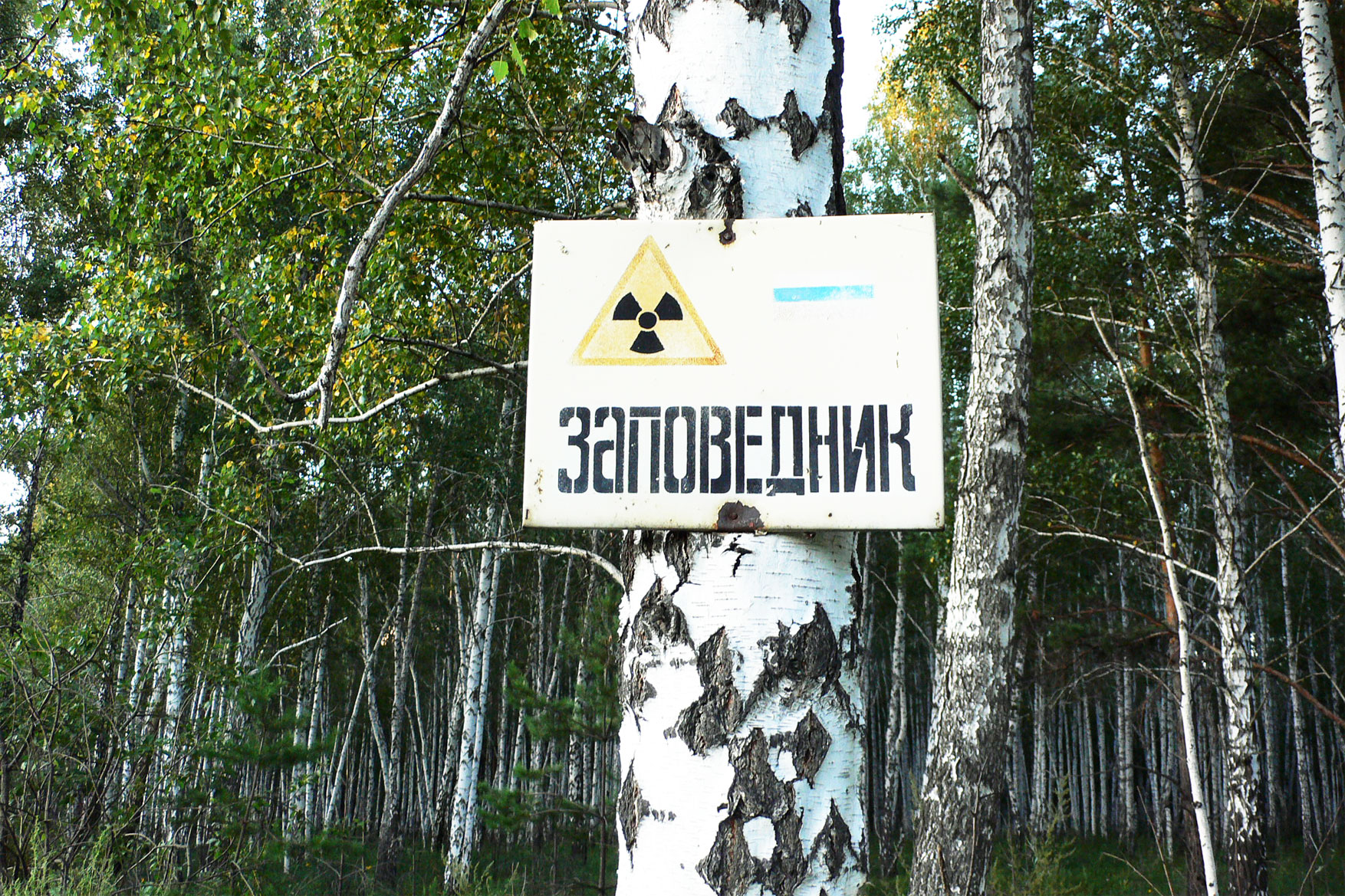
Warnung vor radioaktiver Belastung in dem 1966 eingerichteten Schutzgebiet

Die radioaktiven Partikel wurden bis zu 1000 Meter hoch in die Luft geschleudert. Insgesamt wurde durch den Unfall nach Angaben der Produktionsfirma Majak und der Behörden Materie mit einer Radioaktivität von 400 PBq (4 · 1017 Bq) über eine Fläche von etwa 20.000 km² verteilt. Der Unfall ist damit hinsichtlich der Radioaktivität des freigesetzten Materials vergleichbar mit der Katastrophe von Tschernobyl. Andere Quellen sprechen von deutlich höheren Dosen Radioaktivität. Etwa 90 % des radioaktiven Materials verblieben auf dem Betriebsgelände, 10 % wurden durch den Wind bis zu 400 km in nordöstlicher Richtung verteilt (Fallout) und bildete die sogenannte Ostural-Spur (siehe Abbildungen).
Im betroffenen Gebiet von 20.000 km² lebten damals etwa 270.000 Einwohner. Ein etwa 1000 km² großes Gebiet, das mit mehr als 74 kBq pro Quadratmeter mit 90Sr kontaminiert war, wurde sieben bis zehn Tage später evakuiert. Verschiedene Quellen sprechen von 600 bis 1200 Betroffenen. Augenzeugen zufolge füllten sich die Krankenhäuser der Region (u. a. Kopeisk) mit Menschen, die „an einer unbekannten Krankheit litten“ (→ Strahlenkrankheit). Die durchschnittliche Äquivalentdosis auf das Knochenmark der 1054 Bewohner der drei am nächsten gelegenen Dörfer betrug etwa 570 mSv.
Acht Monate später wurden weitere 6500 Personen aufgrund der Kontamination ihrer Nahrung in Sicherheit gebracht. Insgesamt wurden etwa 10.700 Personen umgesiedelt. Ein Großteil dieser Menschen wurde nicht gezielt medizinisch überwacht, so dass keine belastbaren Aussagen über gesundheitliche Folgen für die Personen aus den evakuierten Gebieten gemacht werden können.
Auf der INES-Skala stellt der Unfall ein Ereignis der Kategorie 6 dar; das ist die zweithöchste Kategorie. Nach Angaben des Helmholtz-Zentrums München wurden die Auswirkungen des Unfalls lange Zeit unterschätzt. Neueren Schätzungen zufolge müsste der Unfall mit INES 7 bewertet werden, dementsprechend würde er auf derselben Stufe wie die Katastrophe von Tschernobyl 1986 und die Nuklearkatastrophe von Fukushima 2011 stehen.
Im Gegensatz zur Katastrophe von Tschernobyl wurde das Material lokal bis regional verteilt. Der heftige Graphitbrand in Tschernobyl beförderte einen Großteil der Radionuklide hoch hinauf in die Atmosphäre, während bei Majak aufgrund geringerer Thermik eine bodennahe Wolke entstand. Die hohe Konzentration der Radioaktivität, mangelnde Aufklärung der Bevölkerung, die nicht flächendeckende Evakuierung der Gegend und unzureichende Dekontamination führten zu hohen Schäden in der betroffenen Region. Eine genaue Opferzahl kann nicht angegeben werden, da keine belastbaren Studien und Untersuchungen vorliegen. Eine Vergleichsrechnung auf Basis der von den Behörden angegebenen radioaktiven Belastung kommt auf etwa 1000 zusätzliche Krebsfälle durch den Unfall. Das sind etwa 10 Prozent der damals in der dünn besiedelten näheren Region lebenden Bevölkerung.

## Öffentliche Wahrnehmung

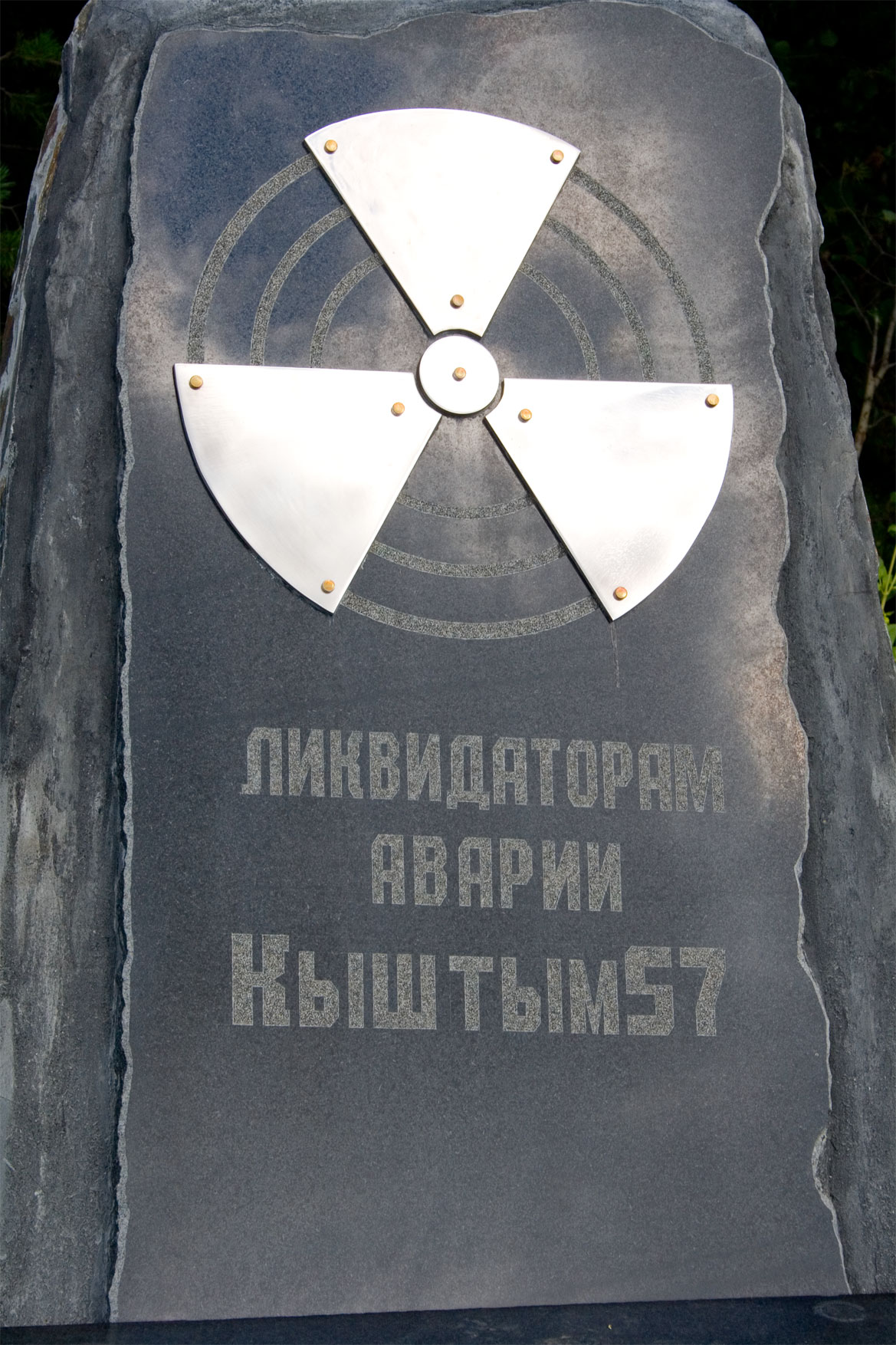
Denkmal für die Rettungskräfte des Kyschtym-Unfalls

Die Explosion soll laut Zeugenberichten als leuchtender Schein noch hunderte Kilometer entfernt sichtbar gewesen und in damaligen sowjetischen Zeitungen als Wetterleuchten sowie Polarlicht erklärt worden sein. In späteren Veröffentlichungen beschrieb Schores Medwedew den Vorgang als „vulkanartige Explosion“.
Aufgrund der Auswirkungen auf Westeuropa und der damit verbundenen umfangreichen Medienberichterstattung über den Reaktorbrand in Tschernobyl wird die Tschernobyl-Katastrophe von 1986 von Vielen als gravierendster Nuklearunfall angesehen, da der Majak-Unfall nicht an die Öffentlichkeit gelangte. Der Unfall konnte bis in die 1970er Jahre vertuscht werden, da die Kontamination sich regional auf den Ural beschränkte und keine messbaren Effekte durch radioaktiven Niederschlag in Westeuropa feststellbar waren.
Die ersten Informationen gelangten durch einen Artikel des sowjetischen Wissenschaftlers und Dissidenten Schores Medwedew in der Zeitschrift New Scientist 1976 an die westliche Öffentlichkeit. 1979 publizierte Medwedew seine Berichte und Analysen in dem Buch Bericht und Analyse der bisher geheimgehaltenen Atomkatastrophe in der UdSSR, ging jedoch irrtümlich von einer atomaren Explosion aus. Die Enthüllungen von Medwedew wurden damals von westlichen Wissenschaftlern bezweifelt. Medwedew selbst vermutete dahinter das Interesse, Atomkraft als ungefährlich erscheinen zu lassen, da zu dieser Zeit in vielen westlichen Ländern Kernkraftwerke gebaut wurden. Die sowjetische Führung gestand erst 1989 die Geschehnisse offiziell ein.

## Kontamination heute
Der Unfall setzte große Mengen an radioaktivem Material frei. Auch bei einem weiteren Zwischenfall, bei dem 1967 radioaktiv kontaminierte Sedimentstäube aus dem Karatschai-See durch Winde ins Umland getragen wurden, ging ein Teil des Materials erneut in den bereits durch den Kyschtym-Unfall betroffenen Gebieten nieder. Eine wissenschaftliche Untersuchung der russischen und der norwegischen Regierung von 1997 kommt zu dem Ergebnis, dass seit 1948 von Majak 90Sr und 137Cs mit einer Aktivität von insgesamt 8,9 Exa-Becquerel (EBq, 8,9 · 1018 Bq) in die Umwelt abgegeben wurden. Hinzu kommen Emissionen weiterer radioaktiver Elemente wie 239Pu. Umweltorganisationen schätzen, dass dadurch etwa 500.000 Personen erhöhten Strahlendosen ausgesetzt waren.
Aufgrund der radioaktiven Belastung der Arbeiter und der Bevölkerung durch den Betrieb der Anlage werden dort in den letzten Jahren verstärkt Untersuchungen zu den Auswirkungen solcher radioaktiver Belastungen auf Menschen durchgeführt, auch weil in Majak im Vergleich zu ähnlichen Anlagen überdurchschnittlich viele Frauen arbeiten beziehungsweise arbeiteten.
Die radioaktive Belastung der Region ist seit dem 1. August 2005 Untersuchungsgegenstand des internationalen Forschungsprojekts Southern Urals Radiation Risk Research (SOUL). Die Koordination obliegt dem Helmholtz-Zentrum München.